# Bruno Volpi
Bruno Volpi (Buenos Aires, Argentina, 23 de junio de 1993) es un futbolista argentino que se desempeña como delantero en el Club de Fútbol Lorca Deportiva de la Tercera División RFEF.

## Clubes
| Club                           | País      | Año             | PJ | Goles |
| ------------------------------ | --------- | --------------- | -- | ----- |
| Quilmes                        | Argentina | 2014            | 0  | 0     |
| Ituzaingó                      | Argentina | 2015 - 2018     | 89 | 21    |
| San Miguel                     | Argentina | 2018 - 2019     | 25 | 1     |
| Platense                       | Honduras  | 2019            | 17 | 7     |
| Marathón                       | Honduras  | 2020 - 2021     | 18 | 5     |
| Club de Fútbol Lorca Deportiva | España    | 2021 - Presente |    |       |

## Palmarés

### Logros deportivos
| Torneo              | Club      | Sede      | Año     |
| ------------------- | --------- | --------- | ------- |
| Ascenso a Primera C | Ituzaingó | Argentina | 2016-17 |

### Campeonatos nacionales
| Torneo    | Club      | Sede      | Año     |
| --------- | --------- | --------- | ------- |
| Primera D | Ituzaingó | Argentina | 2016-17 |